# Chondrosteosaurus
Chondrosteosaurus is een geslacht van plantenetende sauropode dinosauriërs, behorend to de groep van de Eusauropoda, dat tijdens het vroege Krijt leefde in het gebied van het huidige Engeland.

## Naamgeving en vondsten
Het geslacht werd in 1876 benoemd en beschreven door Richard Owen. De geslachtsnaam is afgeleid van het Klassiek Griekse chondros, "kraakbeen", en osteon, "bot". Owen benoemde in 1876 twee soorten. De typesoort is Chondrosteosaurus gigas. De soortaanduiding betekent "gigantisch" in het Latijn. De tweede soort was Chondrosteosaurus magnus gebaseerd op een halswervel, die eerder, in 1875, door Owen benoemd was als Bothriospondylus magnus en door John Whitaker Hulke aan Eucamerotus toegewezen werd en door Harry Govier Seeley aan Ornithopsis. Deze soort wordt tegenwoordig niet meer onder Chondrosteosaurus gerekend. Ook Chondrosteosaurus als zodanig is vaak niet als een valide geslacht of soort gezien. Sommige onderzoekers wezen hem toe aan Ornithopsis of Pelorosaurus, anderen zagen hem als een nomen dubium. De toenemende kennis van de details van de wervelvorm en botstructuur van de sauropoden maken het nu echter mogelijk de soort duidelijk van andere te onderscheiden.
Chondrosteosaurus gigas is gebaseerd op holotype BMNH 46869 (nu NHM 46869), een halswervel gevonden op het eiland Wight in de Wessexformatie uit het Barremien, ongeveer 130 miljoen jaar oud. Als paratype kan BMNH 46870 beschouwd worden, een tweede halswervel waarvan het onzeker is of die tot hetzelfde individu behoort. Beide botten samen vertegenwoordigen het totaal aan bekende resten van Chondrosteosaurus.

## Beschrijving

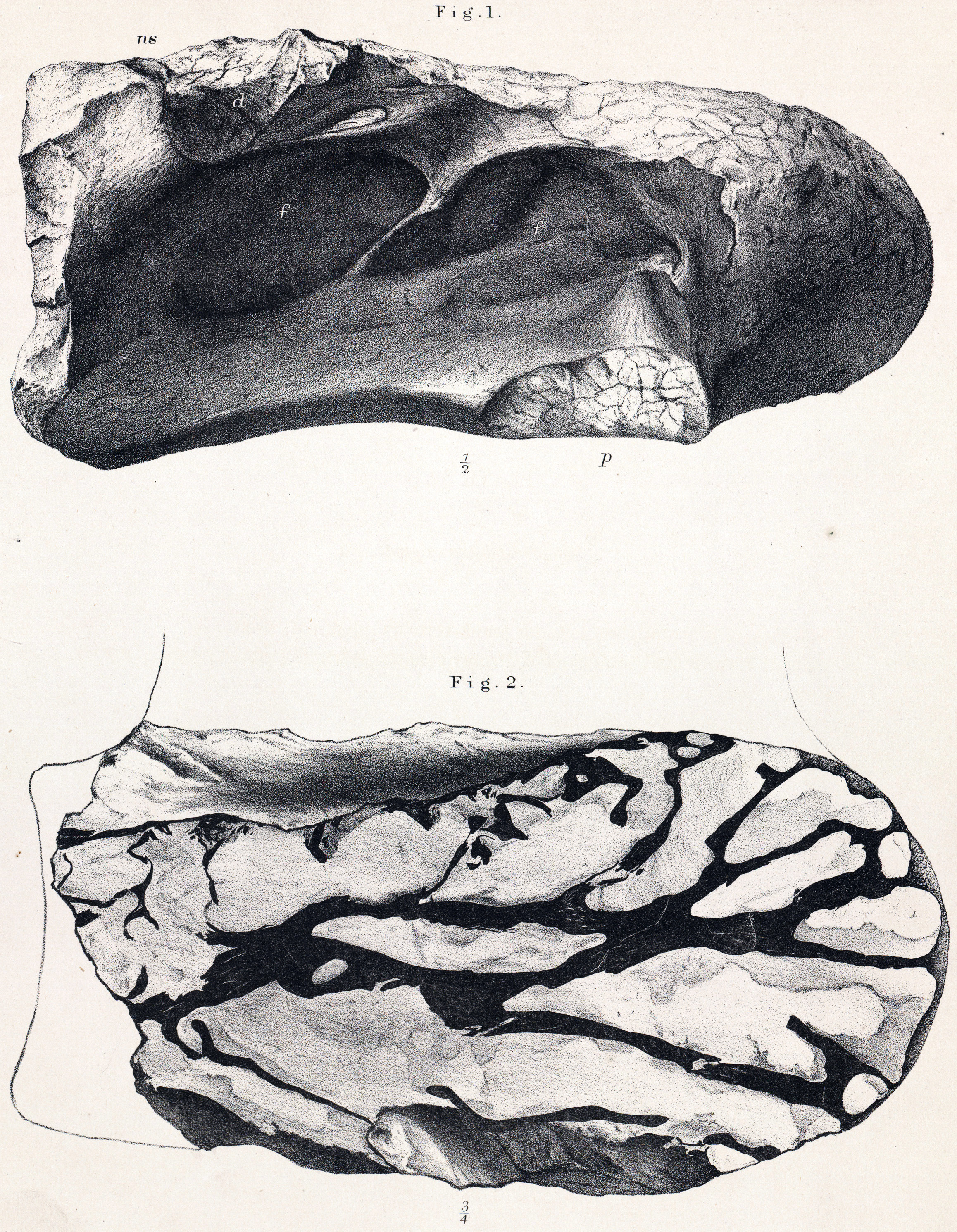
BMNH 46870

De halswervels zijn langgerekt. Zij zijn beschadigd; de meeste werveluitsteeksels zijn afgebroken. Aan de zijkanten bevinden zich diepe uithollingen in de lengterichting, pleurocoelen. Owen interpreteerde die correct als zijnde gevormd door de uitlopers van luchtzakken. Owen liet BMNH 46870 doormidden zagen en polijsten en dat bracht aan het licht dat het bot gepneumatiseerd was: het was doortrokken van luchtholten die in dit geval langgerekte kamers vormden, camellae. Seeley was deze overeenkomst met de wervels van vogels en pterosauriërs al opgevallen en hij had van zijn Ornithopsis gesteld dat het een vorm vertegenwoordigde die, verwant aan de dinosauriërs, de kloof tussen vogels en pterosauriërs overbrugde. Owen echter was niet gecharmeerd van dit soort speculaties. Hij had vormen als Cetiosaurus, die toen nog niet als sauropoden bekendstonden, eerder gezien als zeedieren en spotte dat een beest ter grootte van een walvis wel nauwelijks het luchtruim had kunnen kiezen — hoewel Seeley zoiets ook nooit beweerd had. Om te voorkomen dat zijn vondst een ondersteuning van Seeleys theorie zou gaan vormen, stelde hij dat de holten in het bot nu juist niet door lucht gevuld waren maar door kraakbeen, hoewel daar eigenlijk geen enkele aanwijzing voor was. Tegenwoordig weten we dat Seeley gelijk had en de uitlopers van de luchtzakken ook het bot binnendrongen, een teken dat het dier warmbloedig was. Een lithografie van BMNH 46870, die Owen had laten maken, wordt ironisch genoeg in huidige publicaties vaak gebruikt als illustratie van het verschijnsel pneumatisering.
De wervels wijzen op een dier van ongeveer vijftien à twintig meter lengte en een gewicht van rond de twintig ton.

## Fylogenie
Owen beperkte zich in 1876 tot een vermoedelijke toewijzing aan de Dinosauria. In 1878 al stelde Samuel Wendell Williston dat de soort tot de Sauropoda behoorde, die net door Othniel Charles Marsh benoemd waren. Het is echter problematisch gebleken te bepalen tot welke sauropode groep het dier nu precies behoorde. Owen zelf dacht vanaf 1878 aan een verwantschap met de Camarasauridae vanwege de gelijkende pleurocoelen en vlakke wervelbodem; hij stelde zelfs dat Camarasaurus een jonger synoniem was van Chondrosteosaurus. De overeenkomende eigenschappen zijn echter vrij algemeen in de Macronaria. John Bell Hatcher dacht in 1903 aan de Morosauridae. In 1980 stelde Ralph Molnar dat het de Titanosauridae waren. In 2007 concludeerde Darren Naish tot de Titanosauriformes gezien de specifieke details van de pneumatisering. Dat 70% van het wervelvolume door lucht ingenomen werd zou dan meer bepaaldelijk wijzen op een plaatsing in de Brachiosauridae, iets wat in 1991 al gesuggereerd was door John Stanton McIntosh.